# Nekrolog 1272
Nekrolog
◄◄
| ◄
| 1268
| 1269
| 1270
| 1271
| 1272 | 1273 | 1274 | 1275 | 1276 | ► | ►►
Weitere Ereignisse | Allgemeiner Nekrolog 1272
Die Beschreibung der verstorbenen Person sollte so kurz wie möglich gehalten sein und nur deren signifikante Tätigkeit(en) enthalten.
Neue Namen ggf. auch unter dem Geburts- und Sterbedatum, also etwa unter 1. Januar und im Geburts- und Sterbejahr (2024) eintragen (nur bei entsprechender großer Wichtigkeit). Für Beispiele siehe die schon vorhandenen Artikel.
Außerdem über die fünf zuletzt Verstorbenen, zu denen es einen ausreichend guten Artikel für eine Präsentation auf der Hauptseite gibt, nach der todesbedingten Überarbeitung der Artikel ggf. auch unter Wikipedia Diskussion:Hauptseite informieren und sie am besten auch in den anderen Wikipedia-Sprachversionen eintragen. Tipp: Regelmäßig bei news.google.de nach „ist tot“, „gestorben“ oder „verstorben“ suchen.
Wenn eine Person gestorben ist, gibt es viele Seiten zu dieser Person in der Wikipedia, die davon auch betroffen sind und entsprechend aktualisiert werden müssen. Beispiele: Namenübersichtsseite, Geburtsjahr, Geburtsort-Seiten und viele mehr.
Wie finde ich die betroffenen Seiten?
Im Suchfeld auf der linken Seite gibt man den Suchbegriff so ein: „Vorname Nachname“. Dann klickt man auf Volltext und alle Seiten mit entsprechendem Suchtext werden aufgerufen. Hier sieht man dann schnell, wo auch das Todesjahr Sinn macht oder sogar ein Teil des Artikels angepasst werden muss. Auch hilft das „Werkzeug“ auf der linken Seite sehr gut, um solche Seiten aufzufinden: „Links auf diese Seite“. Somit ist die Wikipedia wieder aktuell in allen Bereichen! Hinweis: bei Eintragung der Kategorie „Gestorben JAHR“ wird der Missbrauchsfilter 49 ausgelöst, was jedoch nicht schlimm ist. Siehe: Spezial:Missbrauchsfilter/49
Dies ist eine Liste von im Jahr 1272 verstorbenen bekannten Persönlichkeiten. Die Einträge erfolgen innerhalb der einzelnen Daten alphabetisch sortiert. Tiere sind im Nekrolog für Tiere zu finden.

## Januar
| Tag        | Name                   | Beruf, bekannt als                                                                   | Alter | Beleg |
| ---------- | ---------------------- | ------------------------------------------------------------------------------------ | ----- | ----- |
| 18. Januar | Heinrich von Leiningen | Bischof von Speyer, kaiserlicher Kanzler, kurzzeitig faktischer Bischof von Würzburg |       |       |

## März
| Tag      | Name                | Beruf, bekannt als  | Alter | Beleg |
| -------- | ------------------- | ------------------- | ----- | ----- |
| 14. März | Enzio von Sardinien | König von Sardinien |       |       |
| 17. März | Go-Saga             | 88. Tennō von Japan | 51    |       |

## April
| Tag       | Name                 | Beruf, bekannt als                                                      | Alter | Beleg |
| --------- | -------------------- | ----------------------------------------------------------------------- | ----- | ----- |
| 2. April  | Richard von Cornwall | König des Heiligen Römischen Reiches, Earl of Cornwall, Graf von Poitou | 63    |       |
| 27. April | Zita                 | römisch-katholische Heilige                                             |       |       |

## Mai
| Tag     | Name             | Beruf, bekannt als                                            | Alter | Beleg |
| ------- | ---------------- | ------------------------------------------------------------- | ----- | ----- |
| 20. Mai | Guy de Bourgogne | Zisterzienserabt und Kardinal der römisch-katholischen Kirche |       |       |
| 27. Mai | Erich I.         | Herzog von Schleswig (1260–1272)                              |       |       |

## Juni
| Tag      | Name                      | Beruf, bekannt als     | Alter | Beleg |
| -------- | ------------------------- | ---------------------- | ----- | ----- |
| 6. Juni  | Ratibor                   | Herzog von Pommerellen |       |       |
| 10. Juni | Berchtold von Falkenstein | Abt                    |       |       |

## August
| Tag        | Name                 | Beruf, bekannt als                       | Alter | Beleg |
| ---------- | -------------------- | ---------------------------------------- | ----- | ----- |
| 6. August  | Stephan V.           | ungarischer König Stephan V. (1270–1272) |       |       |
| 11. August | Gerhard von der Mark | römisch-katholischer Bischof             |       |       |
| 29. August | Henry de Percy       | englischer Adliger                       |       |       |

## September
| Tag           | Name                    | Beruf, bekannt als                                                           | Alter | Beleg |
| ------------- | ----------------------- | ---------------------------------------------------------------------------- | ----- | ----- |
| 13. September | Wilhelm von Saint-Amour | französischer Theologe und Philosoph, Lehrer an der Universität Paris        |       |       |
| 22. September | Dietrich II. von Meißen | deutscher römisch-katholischer Geistlicher; Bischof von Naumburg (1243–1272) |       |       |

## Oktober
| Tag         | Name     | Beruf, bekannt als | Alter | Beleg |
| ----------- | -------- | ------------------ | ----- | ----- |
| 27. Oktober | Hugo IV. | Herzog von Burgund | 60    |       |

## November
| Tag          | Name                      | Beruf, bekannt als                                   | Alter | Beleg |
| ------------ | ------------------------- | ---------------------------------------------------- | ----- | ----- |
| 10. November | Hermannus Alemannus       | Bischof und Mitglied der Übersetzerschule von Toledo |       |       |
| 14. November | Heinrich I. von Montfort  | Bischof von Chur                                     |       |       |
| 14. November | Widukind von Wittgenstein | Abt des Klosters Grafschaft                          |       |       |
| 16. November | Heinrich III.             | König von England (1216–1272)                        | 65    |       |
| 19. November | David von Augsburg        | deutscher Mystiker                                   |       |       |

## Dezember
| Tag          | Name                    | Beruf, bekannt als | Alter | Beleg |
| ------------ | ----------------------- | ------------------ | ----- | ----- |
| 14. Dezember | Berthold von Regensburg | deutscher Prediger |       |       |

## Datum unbekannt
| Tag | Name                        | Beruf, bekannt als                                                                             | Alter | Beleg |
| --- | --------------------------- | ---------------------------------------------------------------------------------------------- | ----- | ----- |
|     | James Audley                | englischer Magnat, Justiciar of Ireland                                                        |       |       |
|     | Gottfried V.                | regierender Graf von Ziegenhain                                                                |       |       |
|     | Jaroslaw III. Jaroslawitsch | Großfürst von Twer                                                                             |       |       |
|     | Matthias                    | Herr von Trie, Mouchy und Plessis, Graf von Dammartin                                          |       |       |
|     | al-Qurtubī                  | andalusischer islamischer ascharitischer Theologe und Gelehrter der malikitischen Rechtsschule |       |       |